# Larry Kaufman
Lawrence Charles Kaufman (Washington, 15 novembre 1947) è uno scacchista statunitense.

## Biografia
Ha ottenuto il titolo di Grande maestro internazionale per aver vinto il Campionato del mondo seniores del 2008 a Bad Zwischenahn. In seguito la FIDE ha riconosciuto co-vincitore il pari classificato Mihai Suba. In precedenza aveva ottenuto il titolo di Maestro Internazionale nel 1980. 
Ha contribuito allo sviluppo di numerosi motori scacchistici, tra cui Rybka, ed è stato editore della rivista Computer Chess Reports. Ha scritto articoli sul gioco degli scacchi, tra cui The Evaluation of Material Imbalances, pubblicato su Chess Life in marzo 1999. 
Kaufman è anche un forte giocatore di Shōgi, nel quale è stato considerato il più forte giocatore occidentale. Ha raggiunto un notevole livello di gioco anche nel Go e nello Xiangqi.